# セシル・ピーボディ
セシル・ホバート・ピーボディ（Cecil Hobart Peabody、1855年8月9日 - 1934年5月4日）は、明治時代にお雇い外国人として来日したアメリカ合衆国の教育者である。

## 経歴・人物
バーモント州バーリントンに生まれる。マサチューセッツ工科大学卒業後、1879年（明治12年）日本政府の招聘により来日した。札幌農学校に雇われ、そこで数学や物理学、簿記等多彩な学問の教鞭を執った。
1881年（明治14年）に札幌時計台の設計に携わり、帰国した。帰国後は母校及びイリノイ大学の教授となり1920年の定年退職まで、工学の教鞭を執った。